# Antropologie islamică
Antropologia islamică reprezintă studiul grupurilor musulmane de către oameni de știință, dedicați principiilor universale ale islamului- umanitate, înțelepciune, toleranță și care are legătură cu studiul micro saturilor tribale în particular, spre o mare încadrare istorică și ideologică a islamului. Aici islamul este înțeles din punct de vedere sociologic mai degrabă decât teologic. O altă abordare a antropologiei islamice ar fi studiul umanității în societate, de la premisele islamului și conform orientărilor conceptuale ale acestuia. Antropologia islamică este o știință socială care are în vedere studiul umanității și relațiile sociale în diversitatea așezărilor în jurul lumii și care au existat și în trecut. Astfel, această abordare își concentrează atenția asupra acțiunilor umane, diversitatea formei și instituționalizării
Ulema ( Arabă: علماء, „cei învățați”) și ummah ( Arabă: أمة, „comunitate”) sunt două dintre elementele centrale ale cercetării antropologiei islamice. Învățații în științele religioase, sau ulema, erau cei care se aflau în centrul comunității celor care acceptau mesajul Profetului Muhammad, care studiaseră Coranul, hadith-urile ( Arabă: حديث, „relatare”, „povestire”) și care se considerau protectori ai comunității și succesori ai Profetului. Comunitatea globală de musulmani se află sub numele de ummah. Este o identificare dincolo de etnie, națiune sau limbaj, care unește toți musulmanii. Acest concept apare în Coran, la Surah Al-ꞌImran: 
„Voi (musulmanii) sunteți comunitatea cea mai bună care a apărut pentru oameni. Căci, voi cereți ceea ce este bun și voi opriți ceea ce este rău și credeți în Allah. Dacă și oamenii Scripturii ar fi crezut (în Coran și Profetul Mohamed), desigur, ar fi fost foarte bine pentru ei. Unii dintre ei cred, dar cei mai mulți sunt farisei.” 3:110
Cuvântul ummah a fost explicat în mai multe moduri. Unii învățați spun că ummah derivă din rădăcina ‘amm care are sensul de „cale”, alții că definește un anumit număr de indivizi cu credințe și obiective comune. Nu este exclusă și varianta de umm care în limba arabă este tradus ca și „mamă”, deoarece relațiile de rudenie se stabilesc prin intermediul mamei, care dă naștere urmașilor. 
Cuvântul ‘arab este dezbătut de specialiști care susțin faptul că denumirea sa datează înaintea apariției islamului. Pluralul a’arab însemna „beduin”, în timp ce colectivul ‘arab este interpretat ca referindu-se fie la sedentari, locuitori ai orașelor Mecca și Medina, fie la totalitatea locuitorilor Peninsulei Arabe.Termenul ‘arab nu apare în Coran, dar se poate găsi termenul ‘arabiyy – Coranul este arab, Profetul este arab, ceea ce i-a îndemnat pe unii autori să afirme că acest termen nu exista înainte de islam, că arabii erau beduini și erau prezentați în Coran ca necredincioși și ipocriți prin excelență, iar restul populației nu a acceptat să fie identificată cu ei și să se numească ‘arab decât începând cu perioada omeyyadă, când mișcarea clasicizantă a propus mitul beduinului ideal, păstrător al limbii arabe pure. Coranul este considerat a fi recitat în limba poeziei vechi. Identitatea poetului în vremurile vechi era disprețuită, căci aceștia aveau trăiri imaginare și erau considerați a fi distrugători de înțelesurile divine ale Coranului. În momentul în care filologii arabi au reconstituit limba arabă în forma sa pură, nealterată prin contactul cu străinii, rolul poeziei a fost de a sluji la înțelegerea textului coranic. Același rol a fost atribuit limbajului beduinilor, considerați păstrători ai purității limbii arabe. Înțelepciunea, curajul, generozitatea și multe alte calități care au început să le fie atribuite, au fost decoperite puțin câte puțin, din momentul în care filologii arabi și-au început anchetele în deșert pentru a regăsi în acțiune elementele culturii vechi și ale limbii arabe pure. Mitul beduinului lipsit de greșeli apare în perioada în care valoarea patrimoniului cultural arab din vechime a devenit subiect al discuțiilor. 
Islamul este ghidat de Shari'a (Arabă: شريعة, „legea islamică”), lege care  trebuie respectată de fiecare musulman în parte. Legea Shari’a este un termen care din punct de vedere etimologic semnifică „un drum bine bătătorit” și care are un domeniu de activitate mult mai larg: infracțiuni, politică, economie, afaceri, știință, relații intrafamiliale, igienă, alimentație, conduită morală, etichetă și cult. O altă traducere a termenului Shari’a este cea de „cale dreaptă”. Pornind de la sensul din Coran, cuvântul denumește poruncile lui Allah privind faptele oamenilor. Termenul utilizat uneori drept sinonim este fiqh, care face referire la știința legislației religioase. Shari’a cuprinde două tipuri principale de reguli: prescripții privitoare la cult (obligații rituale și alte prescripții) și reguli de natură politică și juridică. Totodată, legea Shari’a cuprinde prescripții referitoare la relațiile dintre sexe, la îmbrăcăminte, la alimentație, politețe etc. În conformitate cu Shari’a, toate actele sunt calificate drept obligatorii (wajib), „meritorii și recomandate” (mandub), interzise (haram), condamnabile (makruh) și indiferente (mubah). 
Abdul Hamid el-Zein a explicat printr-o încercare analitică paradigmatică islamul și a lăsat deschisă întrebarea „în jurul nucleului acestei diversități de sens, există un singur, real islam?”. Utilitatea conceptului islamului ca o religie predefinită, cu adevărul său suprem, este extrem de limitată în analizele antropologice. El-Zein a sugerat faptul că antropologii ar trebui să elimine în totalitate diada esențialistă de tipul „adevăratul islam” (tradiția puternică) versus „falsul islam” (tradiție mică), pe care cu siguranță antropologii au dezvoltat-o împreună cu teologii islamici. Tradiția, susțin antropologii, este foarte importantă în explicarea culturii și societăților, sub toate aspectele sale, inclusiv religioase. 
O tradiție este legată de trecut prin formarea ei, de viitor prin adoptarea strategiei de păstrare și supraviețuire a acesteia și prezent (interconectarea tradiției cu straturile sociale). Aceste tipuri de tradiții au fost periclitate de procese istorice, politice, economice, sociale etc. Tradiționalismul a impus practicile religioase și a făcut să diferențieze religia de la o cultură la alta. Deși se vorbește de o singură religie a cărui adepți numără 1.6 miliarde, practicile sale au fost greșit interpretate de către societăți tradiționaliste. Un exemplu este circumcizia feminină, practicată atât de musulmani, cât și de catolici, protestanți, copți, animiști, atei etc. Această practică este mai degrabă văzută ca o deviație culturală și nu religioasă.

## Influența religiei asupra omului
Religia este un fenomen care se regăsește sub diverse forme de manifestare de la o civilizație la alta. Ea reprezintă o legătură spirituală între om și divinitate și are trei componente esențiale care se află sub numele de doctrină, morală și cult.
Doctrina este totalitatea învățăturilor de credință. Morala reprezintă totalitatea normelor pe care credinciosul trebuie să le urmeze, prin diferențierea clară a ceea ce este permis și nepermis, iar cultul desemnează manifestările religioase, ritualurile și ceremoniile. Religia vizează omul în globalitatea sa și are în vedere originea și finalitatea omului, o justificare a existenței umane. Fiecare religie are specificul ei și fiecare îndeamnă la o anumită practică religioasă. Faptul că oamenii religioși au un comportament prosocial, desemnează ideea de influență pozitivă a religiei și învățăturilor sale asupra comportamentului uman, căci asemenea figurilor religioase, simbolice fiecărei religii, fie ea monoteistă sau politeistă, omul religios încearcă să imite deprinderile acestora. 
Liderii religioși joacă un rol important în viețile comunităților religioase, autoritatea acestora poate fi mai importantă decât cea a reprezentanților desemnați ai autorităților civile. Religia, la nivelul societății, acționează ca un element al echilibrului, căci pune accent pe închegarea relațiilor între grupurile care aparțin de ea, oferă un sprijin psihologic de care omul are nevoie pentru a supraviețui într-o lume plină de enigme și întrebări fără răspuns. Din punct de vedere religios, omul reprezintă o formă a Creației cu un corp material și un suflet spiritual, iar problema omului rămâne una dintre cele mai discutate. Nu există sistem magico-religios sau filosofic care să nu trateze această problemă. Omul este un exemplar evoluat și cea mai complexă viețuitoare. 
În urma unor cercetări efectuate asupra creierului uman, cercetătorii de la Universitatea din Wisconsin, SUA, au concluzionat că religia îmbunătățește activitatea creierului și este unul dintre motivele pentru care creierul „este fericit”. Cel mai cunoscut caz este Matthuieu Ricard, un călugăr tibetan și specialist în genetică moleculară. Celebritatea sa survine de la faptul că este recunoscut a fi cel mai fericit om din lume. Experimentul s-a desfășurat astfel: pe capul lui Matthuieu Ricard s-au aplicat 256 de senzori. Astfel, creierul său a produs un nivel de unde gamma care nu au mai fost observate niciodată. Scanările au arătat o activitate excepțional de mare în cortexul prefrontal din partea stângă a creierului și o activitate mai redusă în partea dreaptă. În urma acestor date, cercetătorii au considerat că acest lucru îi oferă călugărului o capacitate neobișnuiă de a fi fericit și îi reduce predispoziția spre pesimism. Călugărul a explicat faptul că meditația este motivul pentru care acest fenomen este posibil.

### Religia într-o lume modernă
Perioada modernă aduce oamenii religioși într-o stare de incertitudine, prin apariția sa amăgitoare și plină de interes. Majoritatea celor care au fost seduși de șarmul civilizației materiale, consideră religia un curent ce se află în regres și care își așteaptă cu nerăbdare sfârșitul. Aceștia socotesc religia ca un fenomen strâns legat de tradiții și care aparține istoriei umanității, care asemenea scrierii cuneiforme și a sistemului ptolemeic, a ajuns la un punct final. Potrivit acestei afirmații, religia nu are, sau nu ar trebui să aibă un rol important, sau de neînlocuit în viața umanității moderne, și prin urmare, în timpurile moderne, religiozitatea este un subiect care ține mai degrabă de superstiție și naivitate.
În mod corespunzător, studiile religioase au presupus că inutilitatea și necesitatea religiei sunt susținute deopotrivă și că studiul trebuie să se limiteze la contextul psihologic, sociologic, istoric etc. Astfel, cercetătorii ar trebui să țină cont de perspectivele externe. Studiile lor ar trebui să se rezume la efectele sociale sau mentale pe care religia le oferă, sau aspectele ce țin de evoluția istorică, fără a fi preocupați de căutarea adevărului care se ascunde în spatele unor afirmații, sau încercarea de a înțelege și de a beneficia din învățăturile sale.
Lumea modernă nu mai este în căutare de religie, sau spiritul religios este din ce în ce mai diminuat. În ciuda faptului că oamenii moderni exclud cel puțin verbal, nevoia de religie, lucrurile par să stea altfel. În modernitate, religia nu mai oferă o perspectivă asupra lumii sau a destinului uman. Religiosul se definește prin opoziție cu ceea ce construiesc timpurile moderne, prin absența divinului sau ignorarea sa. 
Secularizarea constă în schimbarea direcției ce înglobează o dimensiune religioasă pentru gândire și acțiune, cu una concentrată pe lume, ca fiind unica realitate care poate fi percepută. Fenomenul secularizării este caracterizat de un regres religios, de o limitare a semnificației conceptului de religie, dar și de o adaptare a religiei la noțiunile modernității. Secularizarea a fost dezvoltată într-un context european, cultura europeană fiind probabil cea mai secularizată cultură. Lucrurile par să nu stea chiar la fel, atunci când vorbim despre modernitate în spațiul islamic. Influența divinului este profund accentuată în cadrul islamic, iar sfera religiei este factorul care ghidează viețile musulmanilor. Religia, sub toate aspectele sale, este capabilă să-i unească pe oameni, să-i emoționeze și să le ridice spiritul în sfere înalte (slujbele de înmormântare, slujbele de botez, rugăciunile în lăcașurile de cult, nunta sub aspect religios etc).  
În modernitate, mai marii gânditori au încercat să exprime inutilitatea religiei și să înlăture ideea unui Creator unic care ghidează viețile creațiilor Sale fizice și spirituale. Filosoful Friedrich Nietzsche spunea că „nu pot crede într-un Dumnezeu care-mi cerșește în fiecare zi rugăciuni” și povestea de sfârșitul iminent al religiilor. 
În regiunile musulmane, modernitatea s-a produs prin intermediul migrației, consumului, muzicii, cinematografului, îmbrăcămintelor, tehnologiei etc. Poziția femeilor în unele spații s-a schimbat și ea. Dacă acestea aveau să trăiască într-o sferă invizibilă, prin modernitate statutul lor era să fie cu totul altul. Femeile au drept de muncă, au dreptul să-și câștige existența în mod independent și să fie recunoscute pentru eforturile ale. Modernizarea depinde mult de spațiile în care se poate dezvolta și are de asemenea limite. Se poate numi modernizare faptul că femeile din Tunisia, Egipt, au dreptul să dețină un permis de conducere și cele din Arabia Saudită nu? Unul dintre motivele pentru care femeile saudite nu au dreptul de a șofa, conform unor principii ale învățaților islamici, stă în faptul că poziția în care femeile se află în timp ce conduc un vehicul, poate avea urmări asupra bunei funcționalități al sistemului reproducător, ceea ce înseamnă că a conduce o mașină, poate să transforme femeia dintr-una perfect fertilă, într-una sterilă. De curând, Arabia Saudită a acordat acest drept femeilor. Astfel, protecția excesivă asupra femeii se află la mijlocul drumului dintre tradiționalism și modernism. 
Hijab-ul, (Arabă: حجاب ), sau vălul islamic pe care femeile musulmane îl poartă, este un simbol al supunerii, al înfățișării unui comportament pios și modest în viața de zi cu zi. Pe lângă rolul religios, este și o piesă vestimentară, iar femeile care aleg să poarte acest văl, în diverse moduri, au rupt stereotipurile cu privire la asuprirea femeilor prin intermediul acestui hijab și la faptul că sunt forțate să-l utilizeze în mare parte de către figurile masculine din familiile lor. Există chiar și o industrie fashion blogger de mare succes, unde se vorbește deschis despre importanța hijab-ului și despre frumusețea sa, ceea ce înseamnă că dreptul de exprimare al femeilor este diferit, iar în acest caz se poate vorbi de o modernitate și din acest punct de vedere.

## Perspective islamice asupra Creației
În Coran, există o surah (Arabă : سورة - termen folosit pentru a desemna un capitol din Coran)specială care vorbește despre crearea omului și despre fazele dezvoltării embrionale:
„Noi l-am creat pe om dintr-un lut ales/ Apoi, l-am pus, ca o picătură, într-un loc sigur;/ Atunci, Noi am făcut din picătură un cheag, apoi, Noi am făcut din acel cheag o bucată de carne, iar din carne am creat oase și am acoperit oasele cu carne. La urmă, Noi am creat cu totul altceva! Binecuvântarea lui Allah care este cel mai bun dintre creatori!” Surah al- Mu’minun, 23:12, 13, 14
În această surah, se regăsește cuvântul alaqah, care specific cuvintelor arabe, are trei înțelesuri: lipitoare, lucru suspendat și cheag de sânge. Legătura dintre o lipitoare și un embrion este faptul că atât lipitoarea, cât și embrionul se hrănesc cu sânge. Lucrul suspendat, căci embrionul este oarecum suspendat de pântecele mamei, iar cheag de sânge, deoarece până în primele trei săptămâni de sarcină, embrionul  se află sub forma unui cheag de sânge. Pe lângă alaqah, există un al doilea stadiu aflat sub numele de mudgah și care se traduce prin „substanță mestecată”. Spre deosebire de Biblie, în Coran se vorbește de faptul că omul a fost creat în Paradis (Jannah) și nu pe Pământ. Biblia relatează în mod cert ce a fost creat în cele șase zile, iar Coranul conține pasaje vagi care vorbesc de creațiile care au avut loc, deși nu există detalii pe zile asemenea celor care se regăsesc în Biblie. Cele șase zile ale Creației din Biblie sunt echivalente cu milioane de ani în textul islamic, iar cea mai mare diferență este faptul că Iisus în Coran este un Profet, o ființă creată asemenea lui Adam și înlătură afirmația biblică de a fi Fiul lui Dumnezeu.  

## Problemele antropologiei islamice
Primul impediment în cercetarea antropologiei islamice și studierea ei este terminologia diversificată și variatele ideologii. Cele mai bune antropologii islamice sunt produse de non-musulmani occidentali. Cu toate astea, există dificultăți de traducere a înțelesurilor coranice, precum conceptele analitice centrale: ummah (comunitate), din (cultură), shari’a (normă), minhaj (obicei). Există referiri sărace la psihologie sau filosofie. Filosofia se rezumă doar la textele islamice care au în vedere crearea Universului și a Creatorului. Mulți învățați islamici s-au opus ideii de filosofie, căci se considera a fi non-islamică, iar scopul ei era unul nefavorabil în raport cu religia- îndepărta omul de la calea spirituală și obedientă față de Creator. 
Cultura societăților occidentale diferă de cultura celor orientale. Arabia Saudită, care este considerată leagănul islamului și la musulmanii care trăiesc și locuiesc acolo, și Franța și Marea Britanie, țări cu cel mai mare număr de musulmani din Europa (Franța 4.7 milioane, Mare Britanie 3 milioane), au o dezvoltare religioasă diferită, deoarece este condiționată de spațiul cultural și de normele societății de proveniență. Intelectualii islamici cu origini diferite (pakistanezi, turci, iranieni, arabi, britanici), au puncte de vedere diferite, iar acest lucru poate duce la fondarea unor studii antropologice variate, abordate dintr-o perspectivă generală și nu  particulară. 
Antropologia islamică este un vademecum pentru antropologii care sunt musulmani, pentru a ghida valorile și alegerile lor în deciziile etnice și practice (în chestiuni legate de etnocentrism vs. relativism cultural, aplicarea practică a antropologiei și diversele dileme cu care un cercetător se poate confrunta). Teoria Sapir-Whorf vine în completarea ideii de problematică în elaborarea studiilor antropologice islamice.	În lingvistică, ipoteza Sapir-Whorf susține faptul că sunt anumite gânduri ale unui individ în altă limbă care nu pot fi înțelese de către cei care trăiesc în altă limbă. Ipoteza afirmă faptul că modul în care oamenii gândesc este afectat de limba lor nativă. Acestă teorie aparține lui Edward Sapir și Benjamin Whorf. Există trei ipoteze ale acestei teorii, dintre care:
1. Relativitatea lingvistică- diferențele structurale dintre limbi sunt paralele față de diferențele congnitive;
2. Determinismul lingvistic- structura unei limbi poate influența sau determina perspectiva cuiva asupra vieții; de exemplu, inuiții pot gândi și descrie altfel zăpada, deoarece limba lor conține mult mai multe cuvinte sofisticate și subtile prin care pot explica diverse forme ale zăpezii.
3. Arbitrarietatea- sistemul lingvistic al diferitelor limbi variază fără constângeri.

Structurile lingvistice proprii fiecărei limbi limitează vorbitorilor nativi percepția asupra lumii. Limba cu care ne naștem, ne forțează să gândim într-un anume mod. Informațiile pe care creierul le asimilează sunt organizate cu ajutorul sistemului lingvistic al minții noastre. Dacă realitatea este percepută și structurată de limba vorbită, indivizii care vorbesc diverse limbi, au diferite perspective asupra vieții.
Pentru Sapir, limba nu reflectă realitatea, ci mai degrabă o formează într-un context mai larg. Percepția realității este influențată de obiceiurile lingvistice, iar limba joacă un rol activ în procesul cogniției. Ipoteza relativității lingvistice a lui Sapir, poate fi identificată ca:
a) limba pe care o vorbim și pe care o gândim, modelează lumea în care trăim;
b) existența sistemelor lingvistice variate implică faptul că oamenii care gândesc în aceste limbi, percep lumea într-un mod diferit, fără doar și poate.
Sapir a realizat că există o importantă relație între limbă și cultură, astfel încât una nu poate fi înțeleasă și apreciată fără cealaltă.
Formularea ipotezei relativității lingvisitce a lui Whorf este mult mai radicală decât cea a lui Sapir. Whorf a susținut faptul că lumea este prezentată într-un flux de idei caleidoscopice care trebuie să fie organizate de către sistemul lingvistic din minte. Acest lucru face ca pentru Whorf lumea obiectivă să ia locul celei subiective. El a extins ideile maestrului său, Sapir și a mers mai departe, spunând că există o predispoziție; în viziunea sa, relația dintre limbă și cultură este una determinată. Vorbitorii de diverse limbi au o perspectivă diferită asupra lumii. Dacă vorbitorii unei limbi au anumite cuvinte prin care să descrie lucruri, iar vorbitorii altei limbi duc lipsă de cuvinte similare, atunci vorbitorilor primei limbi le va fi mult mai ușor să vorbească despre acele lucruri. Oamenii de știință pot vorbi mai ușor despre fenomenele medicale. Dacă o limbă face anumite distincții, iar alta nu, atunci aceia care utilizează prima limbă vor percepe mai ușor diferențele în mediul lor. 
Oamenii percep doar ceea ce limba nativă îi vor permite să perceapă. În același timp, limba nativă controlează viziunea asupra lumii. Ea definește experiențele și impune anumite obiceiuri atât în modul de a gândi, cât și de a privi. 
Araba vorbită, dialectul arab, continuă să evolueze și variază de la o țară la alta. În araba clasică, numărul doi este ithnayn, iar același număr în dialectul libanez este tween, itneen în cel egiptean și ithneen în Kuwait. Datorită influenței Coranului, limba arabă a rezistat ocupației otomane și imperiilor coloniale și nu a suferit schimbări. Araba standard, literară, este folosită doar în întrunirile formale, la radio sau televizor, în cărți sau ziare. Vocabularul arab este foarte bogat. Există 3000 de sinonime pentru „cămilă”, 800 pentru „sabie”, 500 pentru „leu” și 200 pentru „șarpe”. Traduse în limba engleză, frazele pot suna deseori exagerat. În loc de „Noi ți-am simțit lipsa/ We missed you”, fraza poate fi „Absența ta ne-a devastat/ You made us desolate with your absence”. Se spune că din cauza dragostei limbii, araba este înclinată mai degrabă pe cuvinte decât pe idei, și mai mult pe idei decât pe fapte. 
Araba scoate în evidență măiestria creativă prin repetiții, metafore și comparații în mare parte, datorită influențelor poetice date de Coran. Rolul pe care poezia, proza și oratoria îl joacă, lipsește în cultura Occidentală. Occidentalilor, deseori le este dificil să identifice ideea principală dintr-un mesaj arab. Arabii „acuză” de multe ori occidentalii pentru modul lor insensibil de a-și exprima grația lingvistică. Limba arabă utilizează paralimbajul- tonul, intonația, mai mult față de alte limbi. Tonul ridicat și intonația emoțională sunt elemente naturale pentru vorbitorii nativi. Aceștia pot vorbi foarte emoționant și zgomotos. Se spune că atunci când un arab zice „da”, de fapt vrea să spună „poate”, iar când spune „poate”, vrea să zică „nu”. În accepția acestora, negația este nepoliticoasă. Ca substituent, arabii musulmani spun Insha Allah, tradus ca „facă-se voia lui Allah” și este folosit atunci când se discută despre o chestiune dintr-un viitor apropiat. 
Limba arabă are o multitudine de înțelesuri și sinonime pentru unul și același cuvânt, iar de cele mai multe ori, aceste înțelesuri tind să nu aibă nicio legătură cu un eventual sinonim apropiat al cuvântului de bază, fapt ce pune în dificultate lingviștii ale căror În ciuda tuturor dialectelor, limba arabă este limba universală a islamului, limba prin care a fost revelat Coranul și care nu a suferit modificări. 

## Înțelegerea Divinității și a Tradițiilor profetice
Allah, (Arabă: ألله) sau Dumnezeu, Divinitate, este zeul unic în care se încred musulmanii, iar Coranul îi atribuie o serie de atribute precum știință, voință, auz, văz și grai. Pentru musulmani, spre deosebire de creștini, revelația stă într-o Carte Sfântă, sub denumirea de Coran, care literal se traduce sub numele de „recitare”. 
În secolul al II-lea islamic, (sec. VIII d. Hr.), a luat naștere o școală ale cărei conducători se aflau sub denumirea de mu’taziliți (sau „cei care se țin deoparte”) și care credeau că pot ajunge la adevăr prin intermediul rațiunii cu privire la cele spuse în Coran și au reușit să găsească răspunsuri la întrebări care deja fuseseră puse. Astfel, Dumnezeu este Unul (cf. ar. Allah Wahid) și nu are atribute umane, iar Coranul, spun ei, nu ar fi putut fi rostit de El. Deoarece Dumnezeu este drept, oamenii trebuie să fie liberi, căci ar fi injust ca ei să fie judecați pentru fapte pentru care nu sunt liberi să le săvârșească, iar un musulman care își asumă vinovăția de anumite greșeli, nu poate fi considerat nici necredincios, nici credincios, căci se află într-o ipostază intermediară. Pentru aceștia, cuvântul Coranului reprezenta unicul suport pe care puteau fi construite credința și pacea comunitară. Coranul trebuia interpretat în funcție de tradiția Profetului, sunna (Arabă: سنة - faptele, vorbele Profetului Muhammad). 
Au existat controverse între raționaliști și alți adepți. Unul dintre ei este Ahmad ibn Hanbal, care considera că singurul lucru care trebuie luat în considerare este Coranul și sunna Profetului, prin care se poate observa atotputernicia lui Allah. Atât timp cât Coranul Îi acordă atribute, ele trebuie să fie divine și să nu fie luate drept umane. 
Au urmat mișcări de gândire tradiționaliste, folosindu-se metoda discursului rațional, sau kalam și care se baza pe interpretarea literală a Coranului, care presupunea că putea fi explicată prin rațiune până la un anumit punct, iar dincolo de acesta, doar acceptată. Dumnezeu era Unul; atributele Lui erau parte a esenței Sale; ele nu erau Dumnezeu, dar nu erau nici altceva decât Dumnezeu, iar printre acestea se numărau auzul, văzul și graiul oamenilor; ele trebuie acceptate fără a întreba cum. Această gândire de tip kalam, răspândită de al- Ash’ari, pune accent pe împiedicarea conflictelor religioase, dar și pe acceptarea puterii imam-ului sau a califului. 
Cuvântul arab Allah conține un mesaj puternic religios, datorită rădăcinii și originii sale și provine de la verbul arab ta’allaha sau alaha, care se traduce prin „a fi venerat”. În arabă, cuvântul Allah semnifică „Cel care merită toată venerația” și este mesajul pur monoteistic al islamului. Cuvântul aramaic El este echivalentul lui God în engleză, iar din punct de vedere fonetic, se apropie de cuvântul Allah. Alte versiuni ale limbii ebraice sunt El și Elah, cu pluralul sau forma glorificată Elohim. Motivul acestor similarități stă în faptul că aramaica, ebraica și araba sunt toate limbi semitice cu origini comune. Trebuie avut în vedere faptul că în traducerea Bibliei în engleză, cuvântul ebraic El este tradus ca God, god și angel. Cuvântul arab Allah prezintă un singur înțeles, un singur Dumnezeu Atotputernic. În engleză, singura diferență între god (ca și idol, zeu) și  God (ca divinitate, un Singur Dumnezeu) este majuscula G. O traducere cât mai precisă a cuvântului Allah în engleză este The One-and-Only God sau The One True God.  
În dezvoltarea jurisprudenței islamice, hadith-ul joacă un rol important. Hadith-urile, spusele și faptele Profetului, au fost transmise atât pe cale orală, cât și în scris, încă din cele mai vechi timpuri. Fiecare hadith reprezenta două părți: o parte ce se regăsea sub forma unui text și care povestea o faptă de-a Profetului (uneori și mesaje divine pe care Profetul le primea) și o înregistrare scrisă a martorilor care se încheia cu un martor care a văzut sau auzit cele făcute/spuse de Profet, un Companion. Există două mari colecții de hadith-uri, a lui Bukhari (810-870) și a lui Muslim (cca. 817-875), care au putut să verifice autenticitatea acestora. Pentru aceasta, a fost nevoie de: verificarea datei de naștere și a morții, dacă locurile în care au trăit martorii din diferite generații erau de natură să facă posibilă întâlnirea dintre ei și dacă martorii erau credibili. 

## Identitatea musulmană
Identitatea musulmană presupune credințele, religia, valorile morale pe care un musulman trebuie să le aibă, dar și recunoașterea unui Singur Dumnezeu, Creator al Universului. Identitatea poate fi exprimată prin respectarea Stâlpilor islamului , prin stilul de viață distinct de stilul creștinilor sau evreilor, portul vestimentar, limba arabă (nu este o accepțiune universală, întrucât există musulmani care nu sunt vorbitori de limba arabă), studierea Coranului și aplicarea practicilor Profetului, dar și rolul musulmanului în relațiile intrafamiliale sau în societate.
Identitatea musulmană reprezintă acele caracteristici care diferențiază un musulman de un non-musulman. Acest tip de identitate, uneori poate fi îngrădită, iar libertățile de exprimare a religiei unui musulman pot fi neacceptate în diverse spații. Viziunea populară a nespecialiștilor vine ca un mijloc de defăimare și tendință de formare a unui mix de prejudecăți, cauzate de asocierea islamului cu terorismul. Pentru mulți europeni, islamul apare ca o inutilitate și consideră Profetul Muhammad purtătorul unei false profeții, un pedofil (se face referire la căsătoria Profetului cu Aysha, o copilă). 
Identitatea musulmană începe cu respectarea practicilor islamice care oferă statutul de bun musulman și se termină cu relațiile sociale, consum (musulmanii au anumite interdicții alimentare, descrise în Coran), familie etc.

## Societăți musulmane
Aceste tipuri de societăți descriu grupuri cu caracteristici diferite și se bazează pe o structură cronologică a perioadei islamice musulmane bine organizată. Primul model se află sub numele de „segmentarea islamului tribal” și include beduinii, berberii și pukhtunii. Aceste triburi se întind de la un capăt la altul al Africii de nord, către nord-vestul Pakistanului. A doua categorie, numită și modelul „otoman”, a evoluat în momentul atingerii apogeului istoriei islamului. Otomanii au găsit o soluție de a rezolva problema triburilor; au selectat administratori dintr-o parte a imperiului și le-a încredințat sarcini în altă parte a acestuia. Loialitatea față de familiile tribale sau a ținuturilor era eliminată. Alte mari imperii islamice cum ar fi Safawi și Mughal au adoptat modelul otoman. Au urmat „civilizațiile islamice de pe Marile Râuri”. Civilizațiile care locuiau în apropierea râurilor Indus, Tigru și Nil, au produs societăți și dinastii ale căror caracteristici erau mărețe. Erau caracterizate de splendoare, palate, armată permanentă și o uriașă birocrație. Numele de „despotism oriental” este o trăsătură a acestor civilizații. Societățile islamice au căzut pradă extinderii puterilor occidentale dornice de formarea coloniilor și a noilor piețe. 
A patra categorie vorbește despre islamul sub imperialismul occidental. Occidentul a cucerit și colonizat musulmanii. Astfel, s-a creat un portret al islamului care era stagnant și decadent. Împreună cu discreditarea și nimicirea nucleului islamului, alte încercări au fost făcute pentru a crea societăți alternative. Cel mai faimos exemplu este reprezentat de coloniile Punjab-ului din ultimul secol. Locuitorilor le-au fost furnizate terenuri fertile, deși schema satului reflecta casta și structura sud asiatică. Cei care conduceau satele purtau denumirea de choudhry sau lambardar. Sub aceștia se aflau oamenii bardari sau qom. La sfârșitul scării se aflau oamenii kammis, bărbierii și dulgherii. Funcționarul religios, sau mullah-ul care simboliza funcția islamică în societatea satului, era inclus în grupul kammis ca semn de umilință. Mullah-ul, cel care conducea rugăciunile în moschee, era supus grupurilor choudhry și lambardar. 
Islamul re-emergent este cel de-al cincilea model contemporan islamic. Este simbolizat de societatea pakistaneză atât în perioada sa de glorie, cât și în cea mai puțin glorioasă. Numele capitalei Pakistanului, Islamabad, sugerează destinul acestui model. Înfrângerea, umilința și dezintegrarea fizică a Pakistanului din 1971 au fost simptomatice contrapresiunilor generate de această formă de violență de către dușmanii islamului. Societatea în timpul Profetului Muhammad este modelul comportamentului islamic. Societatea se bazează pe caracteristicile Profetului ca persoană socială- smerenia sa, relațiile cu prima soție Khadija, Mama musulmanilor, cea care a crezut în revelațiile Profetului și l-a ajutat să ducă mai departe Cuvântul lui Allah, relația cu cel mai de preț Companion al sau, Abu Bakr, blândețea sa și dragostea față de oameni, de copii, de animale și bineînțeles față de Divinitate. Societatea a preluat modelul Profetului, iar grupurile existente au adoptat acest comportament, destinat venerării unei Singure Divinități, iar din punct de vedere religios, fără de care cele mai obișnuite lucruri nu ar fi existat. Spiritul religios musulman își face apariția odată cu venirea Profetului și continuă până în ziua de azi, deși după moartea sa a avut loc o diviziune a islamului reprezentată de sunniți și șiiți, ceea ce a dus la formarea unor societăți divergente.         

### Profetul Muhammad - simbol al comportamentului islamic
Profetul Muhammad este considerat ultimul Profet care s-a luptat să răspândească cuvântul lui Allah. A fost întemeietorul Califatului, a arabei clasice, întemeietorul islamului, fondatorul identității arabe. Scopul său unic a fost să construiască o relație puternică între oameni și Divinitate. Stilul său de viață și învățăturile sale, dar mai ales revelațiile divine, au reușit să strângă astăzi aproximativ 1.5 miliarde de adepți ai islamului. A fost și este în continuare perceput în multe feluri: erou și conducător al istoriei musulmane, arhetipul patriarhului exigent, călăuzitor al destinului (calea spre rai și spre iad), iubitor de înțelepciune divină și nu de lucruri materiale, eroul de sacrificiu care pentru binele pământenilor a pătruns în chinurile încercărilor din lumea spirituală. 
Viața Profetului a fost dominată de o moralitate superioară, fapte nobile și modestie. Învățații islamici au examinat statutul Profetului ca un model, un lider prin intermediul Coranului și al surelor sale. Sabil care însemna „drum”, sirat al mustaqim „calea cea dreaptă” și uswa al-hasana „cel mai bun exemplu”, sunt termeni din Coran, hadith-uri și cuvinte folosite de Companionii Profetului pentru a descrie conceptul de sunna sau comportamentul Profetului. 
Muhammad a avut prima revelație de la Allah la vârsta de 40 de ani prin intermediul unui înger pe nume Gibril, care l-a îndemnat să citească. Muhammad era analfabet, iar acest lucru a făcut să uimească un popor întreg, iar unii să-i atribuie trăsături divine. Cu toate astea, primul verset din Coran a fost articulat de Profet, ceea ce este numit cuvântul lui Dumnezeu rostit prin gura lui Muhammad. Revelațiile de la Allah au fost primite timp de 23 de ani. Versetele au fost revelate pe diferite teme: unicitatea lui Allah, moaralitate, etică, viață după moarte și povestiri despre profeții anteriori. 
Imaginea Profetului Muhammad este pentru musulmanii de ieri și de azi un adevărat prototip. Aceștia au trăit și au murit, au crezut și au acționat, s-au căsătorit și au încheiat pace, ba chiar au mâncat și s-au îmbrăcat, au pășit și au dormit ca el sau așa cum i-a învățat el să facă. Astăzi, există 54 de state musulmane de diferite dimensiuni, de la state precum Indonezia și Bangladesh, cu populații de 200 și 125 milioane de oameni, la state mici cu populații de 230.000 și 260.000 de oameni precum Maldive, Brunei, dar și țări nemusulmane în care există minorități musulmane- India 120 milioane de musulmani, China- 20 de milioane de musulmani. Muhammad s-a confruntat deseori cu neîncrederi și critici din partea „necredincioșilor” care contestau mesajul divin și se plângeau de faptul că nu era o narațiune continuă, precum odele epice sau chiar evangheliile și că fiecare verset revenea la aceleași teme. Cei care credeau în revelațiile sale, erau seduși de caracterul fonetic al versetelor. Toate revelațiile primite timp de 23 de ani până la moartea sa, au contribuit la formarea conținutului Coranului, la fundamentul islamului. În timpul predicilor sale, Muhammad a câștigat câțiva adepți, deși celelalte triburi meccane aveau o atitudine antagonică față de spusele sale. 
Memorarea Coranului se practică în majoritatea societăților musulmane și are loc atât în sânul familiei, cât și în instituții. Se organizează de asemenea diverse competiții de memorare a Coranului încă de la vârste fragede (statul Qatar a decorat un copil în vârstă de șapte ani care memorase integral versetele Coranului). Profetul obișnuia să-i onoreze pe cei care memorau părți din Coran și să evidențieze meritele citării din Carte în ''hadith-urile sale: Cel care nu memorează o parte din Coranul cel Sfânt este asemeni unei case păsărite. Cei care memorează Coranul, sunt onorați chiar și după ce aceștia trec în neființă. După bătălia de la Uhud, Profetul i-a îngropat pe aceia care memoraseră Coranul, înaintea celor care nu o făcuse, iar deseori trimitea persoane care deja învățase versete din Coran în triburi pentru a-i învăța pe oameni despre islam. Importanța însușirii înțelepciunii lui Allah era în permanență întâlnită pe tot parcursul vieții Profetului care încerca să-și ghideze poporul spre calea lui Allah. Musulmanii au obligația de a-l iubi pe Profet mai mult decât tot ce se află pe această lume, căci, conform islamului, el are drepturi supreme asupra omenirii, care se manifestă prin îndurarea și câștigul dobândite de către omenire în această lume, călăuziți de mesajul Profetului și îndurarea și câștigul comunității în Lumea de Apoi, datorită mijlocirii sale.
După moartea Profetului, 632 d. Hr., islamul a fost divizat în sunniți și șiiți, iar cauza a stat 
în rivalitatea dintre cei mai apropiați adepți ai Profetului, Ali, discipolul său și Aysha, soția sa. După ce Profetul s-a îmbolnăvit, cel care a preluat funcția de imam a fost Abu Bakr, unul dintre cei mai devotați susținători ai acestuia.  Abu Bakr a devenit în anul 632 primul calif și a domnit peste adepții și teritoriile strânse de Profet. Au urmat Omar, Othman și Ali. Ali, ginerele lui Muhammad este personajul-cheie din povestea moștenitorilor Profetului, datorită calităților sale: onoare, adevăr, curaj, credință, iar majoritatea îl consideră a fi cel mai luminat din punct de vedere spiritual, după Profet. După asasinarea lui Ali în anul 661 d. Hr., spun unii, epoca sfințeniei în comunitatea islamică avea să sfârșească . 

## Femeia în islam
Femeia musulmană este unul dintre cele mai controversate subiecte ale islamului. Imaginea comună a femeii musulmane este cea ascunsă în spatele unui văl, fără drept la replică, cu o figură silențioasă, lipsită de drepturi. 
Islamul acoperă diverse teritorii cu diferite culturi. De la granițele Arabiei, până la coastele Africii, din Bosnia în Indonezia, mari grupuri de oameni practică islamul. Această religie este în continuă dezvoltare atât în țările europene, cât și în cele americane. Fiecare dintre națiunile islamice menționate are o cultură distinctă. Nu există grupări de culturi care să aibă același sistem politic, același patrimoniu național, poziții geografice, trecut istoric și care să fie sub o singură categorie sau sub un singur sistem. Islamul este practicat de fiecare națiune conform caracteristicilor specifice ale acelei națiuni. De aceea rolul femeii și modul cum este ea privită, obligațiile și responsabilitățile sale sunt diferite. Poziția femeii înaintea apariției islamului era diferită față de ceea ce azi se numește dreptul femeii. Islamul a luat naștere în Peninsula Arabică (Arabia Saudită de astăzi) în secolul VII d.Hr. Era preislamică datează încă de acum 1400 de ani. În acea perioadă, în culturile tribale ale arabilor, femeile nu erau egale bărbaților în ceea ce privește aspecte legate de mariaj, educație, moștenire etc. Femeile nu aveau proprietăți sau activități comerciale și nici drepturi legale. Prima femeie musulmană, Khadija Bint Khuwaylid, care a devenit prima soție a Profetului, era o bună comerciantă care se îmbogățise pe baza capacităților sale negustorești, reușind să conducă diverse afaceri. 
În Arabia preislamică, fetele nou-născute erau deseori abandonate sau chiar arse de vii, iar practicarea poligamiei era un aspect normal și acceptat. Problema vălului, simbol al obedienței față de divinitate, a dat naștere unor mari dispute și polemici în țările non-musulmane, care de cele mai multe ori consideră acea țesătură care acoperă podoaba capilară a femeilor un act discriminatoriu care le îngrădește și nu le oferă libertate, iar bărbații joacă un rol important în impunerea purtării acestei piese vestimentare. Vălul islamic sau hijab-ul este menționat în Coran ca având un rol important în statutul femeii musulmane. Este modul prin care se arată pietatea și respectul față de Creator. Pe lângă acest hijab, ținuta femeilor trebuie să fie cât mai largă și să acopere întreg corpul (uneori și fața). Este un mijloc prin care ele pot fi apărate de privirile celorlalți iar onoarea lor să nu fie atinsă. Astfel, veșmintele nu trebuie să fie transparente sau mulate pe corp pentru a scoate în evidență formele corpului. Surah Al-Ahzab spune în ayat-ul 59 despre acest fapt: 
„O, Tu, Profet! Tu spune-le Soțiilor Tale și fiicelor Tale, precum și femeilor credincioșilor să se îmbrace cu îmbrăcăminte largă. În felul acesta, ele vor fi recunoscute mai lesne și nu vor fi supărate. Allah este Iertător și Milostiv” 33:59
Există multe hadith-uri care aduc în discuție rolul și necesitatea vălului. Un hadith relatat de Aysha, una dintre soțiile Profetului, descrie femeile credincioase care participau la rugăciunea de dimineață (fajr), acoperite cu văl. Acest fapt oferă un indiciu asupra tipului de articol de îmbrăcăminte și văl de a fi purtat. Rugăciunea fajr se împlinește dimineața, când soarele nu răsare și când încă este întuneric, iar femeile nu erau recunoscute când se întorceau de la moschee. Unii savanți spuneau că ele își acopereau fețele, iar alții că era în contextul timpului de rugăciune, pentru a indica că era foarte întuneric pentru a recunoaște oamenii pe stradă. În ceea ce privește niqab-ul, sau vălul care acoperă fața cu excepția ochilor, fiica Profetului, Fatima Bint Muhammad, spunea că este bine ca un bărbat să nu vadă o femeie străina și nici invers. Prin acest lucru se înțelege ideea cum că este de preferat ca bărbatul să evite să vadă fețele femeilor din afara casei. 
Astăzi, femeile care poartă acest tip de văl, încearcă să adopte cât mai bine comportamentul soțiilor Profetului și să-și exprime obediența față de Allah prin acest mod. Avantajele hijab-ului și a îmbrăcămintei largi pe care femeile musulmane o adoptă sunt pentru a dirija comportamentul spre bine după ce trec de la viața privată la cea publică, pentru a exprima modestie și a respecta căminul, dar și poruncile lui Allah. Astfel, femeia musulmană interacționează cu diverse persoane, fie ele de sex masculin sau feminin, are preocupări economice, călătorește, studiază, muncește, socializează și toate astea în afara spațiului dedicat căminului. De aceea hijab-ul este necesar în astfel de situații. 
Circumcizia este mai degrabă o cutumă, care de cele mai multe ori se efectuează de către un medic tradițional, fără anestezie și într-un mediu nu tocmai steril. Operația se rezumă la îndepărtarea prin tăiere a întregului organ genital feminin. Acest tip de mutilare diferă de la o cultură la alta. Este estimat că peste 80 de milioane de femei au trecut prin mutilare genitală și că aproape 5000 de fete sunt vulnerabile de a trece prin mutilare genitală în fiecare zi. Acest tip de mutilare poate avea consecințe foarte mari, de la infecții cronice, la probleme de naștere, menstruație, relații intime etc. Unele fete și-au pierdut viața din cauza hemoragiei rezultate din cauza tăierii acelei zone. Cele mai multe practici de mutilare genitală au loc în Egipt și Sudan. Unii sunt de părere că această practică este în conformitate cu preceptele islamice și că trebuie luată ca atare și respectată întocmai. Rolul circumciziei este unul social și arată dorința femeii de a se integra în societate. Cel mai comun motiv este acela care face referire la igienă, deoarece există multe credințe care spun că organele genitale feminine sunt impure și de aceea ele necesită îndepărtate pentru a menține o igienă corespunzătoare. 
Cel mai criticat motiv este cel de natură sexuală și include teme precum păstrarea virginității, care este prețuită în societățile musulmane și este una dintre cele mai importante condiții pentru căsătorie. De aceea, circumcizia este un factor protector până la ziua căsătoriei. S-a susținut că motivul care stă în spatele acestei mutilări este cea de satisfacere a bărbatului. Metodă numită infibulație, are loc prin strâmtarea orificiului vaginal pentru ca satisfacția sexuală a bărbatului să atingă cote maxime. Infibulația poate ajuta bărbații poligami pentru ca soțiile acestora să le satisfacă dorințele, deși scopul poligamiei este acela de a oferi sprijin femeilor văduve care și-au pierdut bărbații în lupte și nu în scopul mutilării. Această practică este în continuare încurajată în unele țări și este prevăzută ca fiind de credință islamică. Coranul nu semnalează niciun fel de practică de acest gen, ceea ce înseamnă că nu există nicio poruncă divină referitoare la mutilarea genitală. Cu toate astea, Profetul recomanda circumcizia, dar într-un mod precaut. Sheikh-ul Abbas, rectorul Institutului Musulman din Paris este de părere că: „Dacă circumcizia pentru bărbați are un scop estetic și igienic, nu există niciun text religios de valoare care să fie luat în seamă în favoarea circumciziei feminine, și este dovedit prin faptul că această practică este total inexistentă în majoritatea țărilor islamice. Din păcate unii oameni continuă s-o practice, spre prejudiciul extrem al femeilor, probabil din cauza obiceiurilor practicate înaintea convertirii la islam acestor oameni”. 
Shari’a îl obligă pe bărbat să aibă grijă de soție, să-i asigure un cămin, să suporte costurile financiare, etc. Soțul este obligat să asigure cheltuielile căsătoriei, dota soției, tratarea acesteia cu îngăduință, să o sprijine financiar prin hrană, vestimentație, tratamente.
Coranul are o surah dedicată femeii, ceea ce este un aspect cât se poate de important, întrucât nu există vreo surah care să vorbească despre bărbat, despre drepturile și obligațiile sale. În Surah An-Nisa sunt detaliate nu doar comportamentele pe care femeile trebuie să le adopte, ci și dreptul lor la moștenire:
„În privința copiilor voștri, Allah hotărăște astfel: băieții au parte cât două fiice, dacă nu are decât două fiice. Dacă sunt mai mult de două, ele primesc două treimi din moștenire. Și dacă este una singură, îi revine jumătate. Cât despre părinți, fiecare primește a șasea parte din moștenire, dacă el are un singur fiu. Dacă nu are fiu și îl moștenesc părinții săi, atunci, mamei sale îi revine a șasea parte, după îndeplinirea testamentului său și după achitarea datoriilor, dacă le are. Dintre părinții și fiii voștri, voi nu puteți ști care anume dintre ei vă sunt mai de folos pentru voi! Aceasta este porunca lui Allah! Căci, Allah este cel Știutor, Înțelept” 4:11
Proporția căsătoriilor poligame astăzi este mai mare în țările arabe, care se întrepătrund cu Africa neagră - Sudanul și Mauritania. În toate celelalte țări arabe, căsătoriile poligame reprezintă mai puțin de 5% din total. În Siria, conform recensământului din 1970, 3,7% dintre bărbații căsătoriți sunt poligami. Aceștia sunt în general oameni în vârstă, pentru că numai ei pot asigura costul acestei instituții (Nadia, Anghelescu, 2014, pp. 110-111). Marele flagel care amenință și în zilele noastre familia arabă și pe cea islamică în general, este repudierea. Numărul divorțurilor înregistrat anual este cam 20-25% din totalul căsătoriilor înregistrate în același an. Un bărbat se poate recăsători cu o femeie repudiată, fie o celibatară (de obicei mai tânără), iar șansele unei femei repudiate de a se căsători sunt mult mai mici. O femeie sterilă este amenințată oricând cu repudierea. Se menține în țările arabe, ca și în cele islamice în general, o cifră destul de ridicată de copii pe cuplu, căci familia numeroasă este considerată o binecuvântare. Folosirea diverselor metode anticoncepționale, justificată de unii, chiar prin citate din textul sacru, nu se bucură de egala atenție în toate familiile musulmane. Ca și alte țări, fecunditatea este mai redusă la orașe decât la țară, la cei care au beneficiat de studii, decât la cei analfabeți.